# Mażylis Parlamentu Republiki Kazachstanu
Mażylis (kaz. Мәжіліс, ros. Мажилис) – izba niższa parlamentu Republiki Kazachstanu. Składa się ze 107 posłów, z których 98 wyłania się w wyborach powszechnych, pozostałych 9 wybiera Zgromadzenie narodu Kazachstanu. Kadencja Mażylisu trwa 5 lat.

## Wyłączne kompetencje Mażylisu
Do wyłącznej kompetencji Mażylisu, jak określa podp. 1 art. 56 konstytucji, należy przyjmowanie i rozpatrzenie projektów ustaw oraz zgodnie z ppkt. 3 art. 56 konstytucji, przygotowanie propozycji poprawek po zgłoszeniu weta przez prezydenta wobec ustawy przyjętej przez parlament. Zgodnie z pkt. 53 regulaminu, przewodniczący izby niższej kieruje taką ustawę do komitetu, w którym trwały nad nią prace, by z udziałem przedstawiciela głowy państwa została ona ponownie rozpatrzona z uwzględnieniem stanowiska prezydenta. Jest ona też przesłana do Wydziału Ustawodawczego Biura Mażylisu, a także do Senatu. W ciągu 10 dni kalendarzowych ustawa powinna być rozpatrzona przez odpowiedni komitet i wydział ustawodawczy, po czym przewodniczący izby niższej wprowadza ją pod głosowanie na plenarnym posiedzeniu. Ustawa uwzględniająca stanowisko komitetu, wydziału ustawodawczego i veto prezydenta, winna być przyjęta przez większość dwóch trzecich deputowanych Mażylisu, a następnie skierowana do rozpatrzenia, na wspólnym posiedzeniu obu izb, przez parlament. Przedstawiciel prezydenta winien być zawiadomiony najpóźniej trzy dni przed terminem głosowania nad tą ustawą.
Do wyłącznych prerogatyw izby niższej należy także, na wniosek prezydenta, wybór i usunięcie ze stanowisk całego składu osobowego Centralnej Komisji Wyborczej. Mażylis ogłasza również termin zwyczajnych i nadzwyczajnych wyborów głowy państwa (ppkt 4 art. 56 konstytucji). W jego kompetencji jest też delegowanie dwóch deputowanych izby do Kolegium Kwalifikacyjnego Sądownictwa (ppkt 5 art. 56 konstytucji). Izba niższa parlamentu wszczyna ponadto procedurę impeachmentu wobec prezydenta (ppkt 5 art. 56 konstytucji).

## Tryb ustawodawczy i warunki prawne wniesienia projektu
Sam tryb ustawodawczy i warunki prawne wniesienia projektu precyzuje regulamin izby niższej. Zgodnie z nim, projekt ustaw składa się w aparacie Mażylisu, gdzie zostaje zarejestrowany i przekazany kierownictwu izby niższej. Winien on zawierać, zgodnie z pkt. 27 Regulaminu Mażylisu, następujące załączniki:
- dane personalne osoby zgłaszającej projekt,
- Notatkę wskazującą na konieczność przyjęcia danej ustawy,
- finansowo-ekonomiczne obliczenia, jeśli realizacja ustawy wymaga wydatków,
- skład grupy która opracowała dokument,
- spis aktów prawnych, które wymagałyby zmiany lub które traciłyby moc prawną w związku z wprowadzeniem danej ustawy,
- w sytuacji projektu, który wprowadza zmiany i uzupełnienia do istniejącego ustawodawstwa winna być dołączona tablica porównawcza wcześniejszej i proponowanej redakcji artykułów.

Do projektu ustawy mogą być też dołączone niezależne ekspertyzy. Regulamin narzuca obowiązek, by projekt był przedstawiony w Języku] kazachskim i rosyjskim.
Po zarejestrowaniu projekt ustawy skierowany jest do Wydziału Ustawodawczego przy sekretariacie Mażylisu, a także do odpowiedniego komitetu izby niższej. Czas na zakończenie prac nad projektem nie może być krótszy, zgodnie z pkt. 28 Regulaminu niż 30 kalendarzowych dni. Projekt po zakończeniu nad nim pracy w określonym komitecie i skierowaniu go do Biura Mażylisu, powinien być dostarczony deputowanym nie później niż 10 dni przed posiedzeniem izby, na którym ma być on rozpatrywany. Ustawa zasadnicza, w określonych przypadkach otwiera możliwość przeprowadzenia przez izbę niższą wielu czytań projektów ustaw, ale nie mniej niż dwóch.
Głosowanie odbywa się kolejno nad każdym artykułem lub rozdziałem z wniesionymi do niego poprawkami, a następnie nad całością całego aktu prawnego. Zgodnie z pkt. 41 regulaminu, izba może jednak przyjąć uchwałę o tym aby od razu głosować nad całością projektu pod warunkiem, iż ani jeden z deputowanych nie zgłosi sprzeciwu. Jeśli w rezultacie Drugiego czytania projekt nie zostanie przyjęty, to wraca on do dopracowania. Zgodnie z ust. 4 art. 61 konstytucji, projekt ustawy zostaje przyjęty przez Mażylis większością głosów z ogólnej liczby deputowanych izby. W ciągu 10 dni dokument ten, podpisany przez przewodniczącego komitetu, w którym trwały prace nad nim i podpisami kierujących właściwymi oddziałami sekretariatu Mażylisu, z dołączoną uchwała izby w sprawie projektu winien być przekazany do Senatu (pkt 42 regulaminu).

## Rola pozycji parlamentu w systemie politycznym Kazachstanu
Pozycja ustrojowa parlamentu jest podrzędna, wręcz marginalna w systemie politycznym Kazachstanu. Jak ukazuje analiza historyczna, jest to stała, pogłębiająca się tendencja. W układzie dynamicznym, jakim jest polityczny system państwa, utrzymywanie takiego stanu prawnego zwykle prowadzi do kumulacji prerogatyw w innej gałęzi władzy, a w konsekwencji do pogłębiającej się dysfunkcjonalności całego układu. Z drugiej strony, fakt istnienia złożonych mechanizmów prawnych, określających wewnętrzny tryb pracy obu izb, może sprzyjać tworzeniu się w przyszłości nawyków kultury prawnej.

## Literatura
- Piotr Grochmalski, KAZACHSTAN studium politologiczne, Wydawnictwo Uniwersytetu Mikołaja Kopernika, Toruń 2006.